# Victor Gardthausen
Victor Emil Gardthausen (Copenhague, 26 août 1843 - Leipzig, 27 décembre 1925) est un historien, et paléographe allemand.

## Ouvrages
- Die geographischen Quellen Ammians Probevortrag; Montag den 20. Januar 1873, Leipzig, 1873.
- Ammianus Marcellinus, Ammiani Marcellini Rerum Gestarum Libri Qui Supersunt, vol. Prius, T. Victor Gardthausen, 379 (lire en ligne)
- Mastara oder Servius Tullius: Mit einer Einleitung über die Ausdehnung des Etruskerreiches, Leipzig, 1882.
- Augustus und seine zeit, 2 vol., Leipzig, 1861-1904.
- Catalogus codicum Graecorum Sinaiticorum (1886)
- Sammlungen und Cataloge griechischer Handschriften, Leipzig, 1903.
- Der Altar des Kaiserfriedens, Ara Pacis Augustae, Leipzig, 1908.
- M. Vogel − V. Gardthausen, Die griechischen Schreiber des Mittelalters und der Renaissance, Leipzig, 1909.
- Amtliche Zitate in römischen Urkunden, Berlijn – e.a., 1910.
- Griechische paleographie, 1 vol., 2 vol., Leipzig, 1911-1913.
- Die Schrift, Unterschriften, und chronologie im Altertum und im byzantinischen Mittelalter, Leipzig, 1913.
- Handbuch der wissenschaftlichen Bibliothekskunde, 2 vol., Leipzig, 1920.
- Die Alexandrinische Bibliothek, ihr Vorbild, Katalog und Betrieb, Leipzig, 1922.
- Das alte Monogramm, Leipzig, 1924.
- Autobiographie, [Leipzig, 1926].